# 栃木県道168号静藤岡線

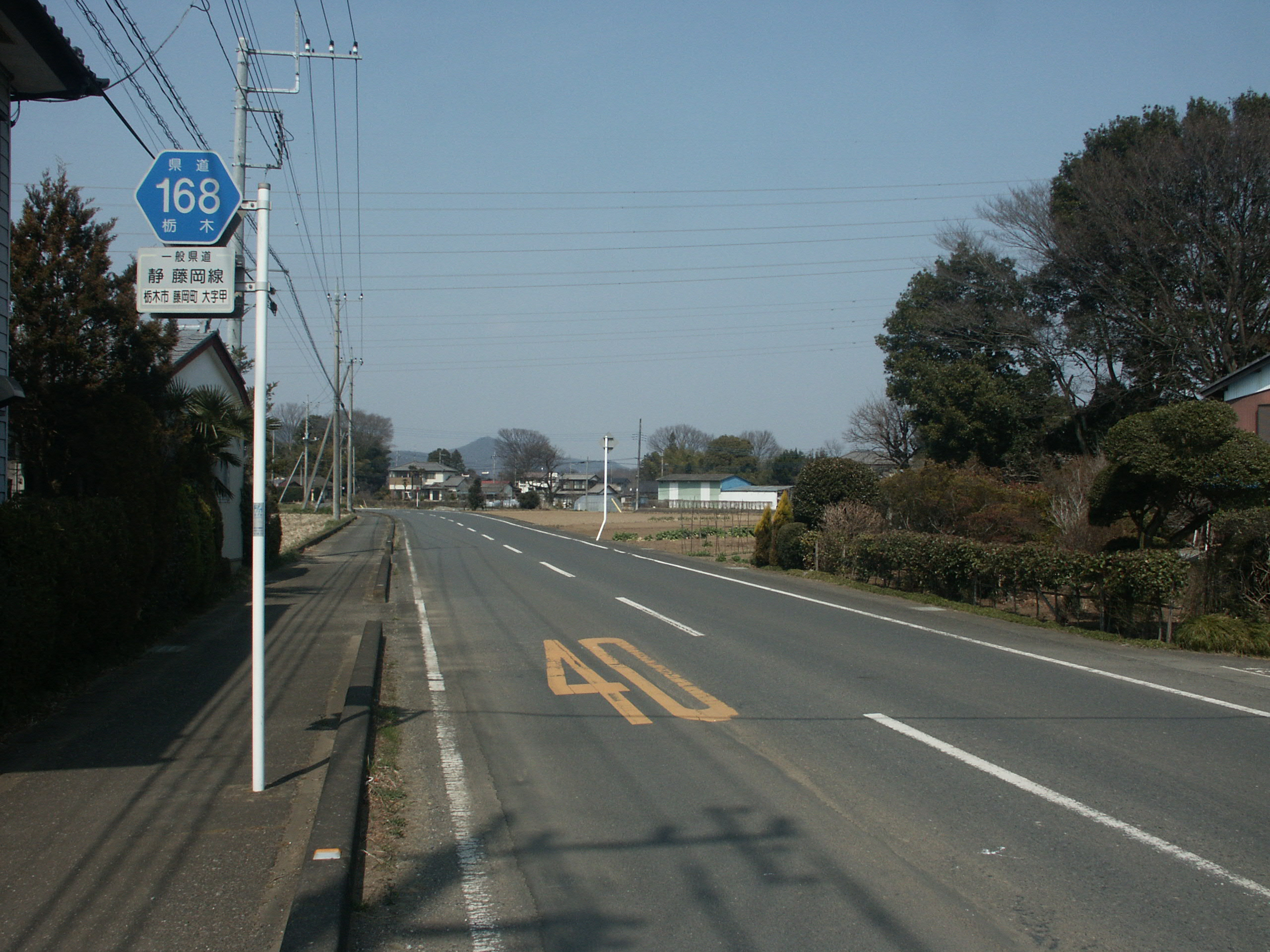
栃木市藤岡町甲付近

栃木県道168号静藤岡線（とちぎけんどう168ごう しずかふじおかせん）は、栃木県栃木市岩舟町静と栃木市藤岡町甲を結んでいた一般県道である。2020年に認定廃止され栃木市へ移管された。

## 路線概要
認定廃止時点での情報。
- 指定：1961年4月1日
- 認定廃止：2020年3月27日
- 実延長：6.570km[2]
- 起点：栃木県栃木市岩舟町静（岩舟総合支所前交差点＝栃木県道67号桐生岩舟線交点）
- 終点：栃木県栃木市藤岡町甲（高取交差点＝栃木県道9号佐野古河線交点）

## 通過する自治体
- 栃木県
  - 栃木市

## 交差する主な道路
- 国道50号（佐野バイパス、栃木市岩舟町静）